# Elymus lazicus
Elymus lazicus är en gräsart som först beskrevs av Pierre Edmond Boissier, och fick sitt nu gällande namn av Aleksandre Melderis. Elymus lazicus ingår i släktet elmar, och familjen gräs.

## Underarter
Arten delas in i följande underarter:
- E. l. attenuatiglumis
- E. l. divaricatus
- E. l. lomatolepis